# NGC 5628
NGC 5628 é uma galáxia elíptica (E) localizada na direcção da constelação de Boötes. Possui uma declinação de +17° 55' 30" e uma ascensão recta de 14 horas, 28 minutos e 25,7 segundos.
A galáxia NGC 5628 foi descoberta em 6 de Maio de 1883 por Édouard Jean-Marie Stephan.